# Азіз Саліху
Азіз Саліху (серб. Aziz Salihu; 1 травня 1954, Приштина, Югославія) — югославський боксер, призер Олімпійських ігор та чемпіонатів Європи серед аматорів.

## Аматорська кар'єра
На чемпіонаті Європи 1979 року програв у першому бою Ференцу Сомоді (Угорщина).
На Олімпійських іграх 1980 програв у першому бою Петру Заєву (СРСР) — 0-5.
На чемпіонаті Європи 1981 завоював бронзову медаль.
- У чвертьфіналі переміг Петара Стойменова (Болгарія) — 3-2
- У півфіналі програв В'ячеславу Яковлєву (СРСР) — 0-5

На чемпіонаті Європи 1983 програв у першому бою Уллі Кадену (НДР) — 0-5.
На Олімпійських іграх 1984 завоював бронзову медаль.
- У чвертьфіналі переміг Петера Гуссінга (ФРН) — 3-2
- У півфіналі програв Тайреллу Біггс (США) — 0-5

На чемпіонаті Європи 1985 завоював бронзову медаль.
- У чвертьфіналі переміг Хакана Брока (Швеція) — 5-0
- У півфіналі програв Ференцу Сомоді (Угорщина) — 0-5

На чемпіонаті світу 1986 переміг Ференца Сомоді (Угорщина) — 4-1 і програв у чвертьфіналі Алексу Гарсія (США) — RSCH 2.
На Кубку світу 1987 програв Уллі Кадену (НДР) — KO 2, отримавши бронзову нагороду.
На Олімпійських іграх 1988 програв у першому бою Уллі Кадену (НДР) — 0-5.
На чемпіонаті Європи 1989 програв у першому бою Свілену Русінову (Болгарія) — 0-5.